# The Last Hitman : 24 heures en enfer
Pour plus de détails, voir Fiche technique et Distribution.
The Last Hitman : 24 heures en enfer (The Liability) est un thriller britannique réalisé par Craig Viveiros, sorti en 2013.

## Synopsis
Adam est un fainéant de 19 ans que son nouveau beau-père Peter décide de prendre en main. À la tête d'un certain nombre de trafics, Peter l'envoie faire le chauffeur de l'un de ses associés, Roy, un tueur à gages proche de la retraite.

## Fiche technique
- Titre original : The Liability
- Titre français : The Last Hitman : 24 heures en enfer
- Réalisation : Craig Viveiros
- Scénario : John Wrathall
- Photographie : James Friend
- Montage : Pia Di Ciaula
- Musique : Victoria Wijeratne
- Production : Rupert Jermyn et Richard Johns
- Société(s) de production : Corona Pictures et Starchild Pictures
- Société(s) de distribution : Grindstone Entertainment Group, Metrodome Distribution, Lionsgate Home Entertainment
- Budget :
- Pays d'origine :  Royaume-Uni
- Langue : anglais
- Format : couleur - 35 mm - 2,35:1 - Son Dolby numérique
- Genre : Thriller
- Durée : 82 minutes
- Dates de sortie : 
  - États-Unis : 13 mai 2013
  - France : 7 octobre 2014 (en vidéo)

## Distribution
- Tim Roth (VF : Nicolas Marié) : Roy
- Jack O'Connell : Adam
- Talulah Riley : The Girl
- Peter Mullan : Peter
- Kierston Wareing : Nicky
- Christopher Hatherall : Ivan
- Jack McBride : Mr Hippy
- Jenny Pike : Mrs Hippy